# 빌럼 데 쿠닝
빌럼 데 쿠닝(네덜란드어: Willem de Kooning, 1904년 4월 24일 - 1997년 3월 19일)은 20세기 네덜란드 출신의 화가이다. 주로 미국에서 활동했던 추상표현주의의 화가로 구상도, 추상도 할 수 없는 표현과 격렬한 필촉이 특색이다. 드 쿠닝은 잭슨 폴락과 대등한 "액션 페인팅"의 대표적인 작가이고, 추상표현주의의 창시자의 한 사람으로서, 20세기 미술사에서 중요한 위치를 차지한다.

## 생애
1904년 네덜란드 로테르담에서 태어났다. 사춘기에는 상업미술 회사에서 일하면서, 로테르담 미술공업학교의 야학으로 공부했다. 네덜란드에 있었던 시기에 몬드리안 등의 "더 스테일" 운동을 접했다.
1926년 미국으로 건너와 이후 미국에서 활동한다. 1927년경 아르메니아에서 온 화가 아실 고치와 알게 되어 많은 영향을 받았다. 드 쿠닝은 1930년대 중반까지 상업 미술 작품으로 생계를 유지했다. 또한, 마크 로스코 등 다른 추상화가들과 함께 WPA (공공사업 촉진국)의 연방 미술 계획 업무에 종사했다. 연방미술계획은 뉴딜 정책의 일환으로 화가들에게 공공건물의 벽화 제작 등을 위촉했던 곳이다. 1948년, 뉴욕 이건 갤러리에서 첫 개인전을 개최한다.
1940년대 경부터 드 쿠닝은 인물 표현에 관심을 가지기 시작한다. 1950년대 초반부터 시작된 "여자" 시리즈가 잘 알려져 있다. 폴록의 "드립핑"(물감을 뚝뚝 떨어지는) 회화와 달리 데 쿠닝이 그리는 "여자"는 캔버스에 붓으로 그린 것이지만, 감정의 향하는 대로, 붓을 놀린 것처럼 보이는 화면은 거의 추상에 접근하고 있다. 그 후 화면에서 구체적인 이미지를 배제한 추상적인 작품을 그렸던 시기도 있지만, 1960년대 후반부터 다시 "여자"를 테마로 작품을 만들어 냈다.
로테르담 대학교의 빌럼 데 쿠닝 아카데미는 그의 이름을 따서 명명되었다.

## 대표작
- 《발굴》 (1950) (시카고 아트 인스티튜트)
- 《여자와 자전거》 (1952-53) (뉴욕 휘트니 미술관)

## 같이 보기
- 빌럼 데 쿠닝 아카데미